# Valenciennellus tripunctulatus
Valenciennellus tripunctulatus, noto in italiano come valenciennello, è un pesce abissale della famiglia Sternoptychidae.

## Distribuzione e habitat
Questa specie ha una distribuzione cosmopolita in tutti i mari e gli oceani tropicali e subtropicali, compreso il mar Mediterraneo dove però è rarissima e nota solo per lo stretto di Messina.
Fa vita pelagica di profondità, tra i 300 ed oltre 1000 metri.

## Descrizione
Questo pesce è molto compresso lateralmente e piuttosto allungato. La bocca è piccola e si apre quasi verticalmente; è armata di piccoli denti. Gli occhi sono grandi e rivolti leggermente in alto. La pinna dorsale è breve e seguita da una pinna adiposa. La pinna anale invece è molto lunga, le pinne ventrali sono piccole ed arretrate mentre le pinne pettorali sono lunghe ed inserite in basso. La pinna caudale è forcuta. Il corpo è cosparso di fotofori, nella parte posteriore del corpo sono disposti in 5 gruppi.
Il ventre e la testa sono scuri con riflessi madreperlacei, il corpo e le mascelle sono trasparenti.
Raggiunge i 7 cm solo in casi eccezionali, di norma non supera i 4 cm.

## Biologia
Quasi completamente ignota. 
Si ciba di crostacei planctonici, soprattutto ostracodi e copepodi. Dato che non effettua migrazioni notturne verso la superficie si rinviene molto raramente sulle spiagge dello stretto di Messina, nelle notti di luna piena con marea montante.